# 제2대 리버풀 백작 로버트 젱킨슨
제2대 리버풀 백작 로버트 뱅크스 젱킨슨(Robert Banks Jenkinson, 2nd Earl of Liverpool KG PC}: 1770년 6월 7일 – 1828년 12월 4일)은 영국의 정치인이자 1801년 아일랜드와 연맹한 후 최장기 임기(1812-1827)를 지낸 영국의 수상이다. 1812년 수상이 되었을 때 그는 42세였으며, 그의 후임자들 중에서도 가장 젊은 나이였다. 수상으로 리버풀 경은 명령에 복종하도록 하는 억압적인 조치로 유명했지만 이는 나폴레옹 전쟁 이후 급진적,불안한 시기에 정국을 이끌기위한 것이다.
수상으로서 그의 임기동안에 발발한 중요한 사건들로는 미영전쟁과 더불어 제6차, 7차 대프랑동맹, 비엔나 회의에서의 나폴레옹 전쟁 종결, 곡물법, 피털루 학살, 삼위일체법, 가톨릭교도 해방령 등이 있었다.

## 경력
영국 왕 조지 3세의 고문이었던 초대 리버풀 백작 찰스 젱킨슨과 첫 번째 아내로 인도계의 피를 가진 아멜리아 왓츠의 아들로 런던에서 태어났다. 웨스트 민스터에 있는 세인트 마가렛 교회에서 세례를 받았다. 서리 주 공립학교, 차터 하우스 스쿨에서 공부했고, 옥스퍼드 크라이스트 처치를 졸업했다.
1790년에 서식스 주 라이 선거구에 선출된 서민원 의원으로 의회 들어간다. 1796년에 아버지의 신분의 종속 칭호 하쿠스베리 남작으로 귀족원에 소집된(writ of acceleration), 귀족원 의원이 된다.
1801년에 헨리 아딩톤 아래에서 외무부 장관으로 입각하였고, 아미앵 조약을 협상했다. 윌리엄 피트의 마지막 내각(1804년 - 1806년)에서는 내무부 장관을 맡았다. 휘그당의 초대 글렌 빌 남작 윌리엄 글렌빌이 퇴진하고 제3대 포틀랜드 공작 윌리엄 카벤디쉬 = 벤팅쿠가 총리가 되면서 내무부 장관에 재임명되었다. 1808년에 아버지의 백작 위를 상속하게 된다.
1809년 퍼시벌 내각에서 육군 식민지 장관에 취임하였다. 스펜서 퍼시벌 총리가 암살 되면서 내각을 물려받게 된다. 정권의 전반은 나폴레옹 전쟁과 미국과의 전쟁(영미 전쟁)과 이후 처리에 바빴고, 후반기는 동방 문제 (그리스 독립 전쟁)에 흔들렸다.
1827년 2월에 뇌졸중으로 쓰러져 총리를 사임하였고, 1828년에 사망했다.

## 서훈
1799년 추밀원 고문관에 임명되었으며, 1814년에 가터 훈장을 받았다.

## 전기
- Gash, N. Lord Liverpool: The Life and Political Career of Robert Banks Jenkinson, Second Earl of Liverpool 1770–1828, London 1984
- Petrie, C. Lord Liverpool and His Times, London, 1954